# 朱然
朱然（182年—249年），字義封，本名施然，揚州丹陽郡故鄣（今浙江安吉）人。三國時期東吳重要將領，也是主君孫權年少的學友，官至左大司馬、右軍師，爵至當陽侯。

## 生平

### 勇烈著聞
朱然是东吴老将朱治的姐夫施氏之子。初時朱治未有子嗣，而施然當時十三歲，朱治向孫策请求过继施然為嗣。孫策命丹楊郡守以羊、酒為禮召請施然，後到吳郡，孫策優厚禮待施然。 
朱然曾與孫權是同學，一起讀過書，結下頗深的友情。200年，孫權接管統領江東，以朱然為餘姚長，當時朱然十九歲。後遷為山陰令，加折衝校尉，督領五個縣。孫權對朱然的才能感到驚訝，分丹楊為臨川郡，并任命朱然為太守，授二千兵給他。正值山賊活躍的時候，朱然出兵討伐，約一個月時間便平定亂事。後曹操出兵濡須口，朱然在大塢及三關屯防備，被拜為偏將軍。當時在濡須口，朱然和徐盛曾經不服在周泰麾下，最後孫權以周泰身上的疤痕是哪一條功勞，并賞賜每條疤痕賞一碗酒，最後諸將信服。219年，隨呂蒙討伐關羽，并派潘璋到臨沮截擒關羽，遷為昭武將軍，封西安鄉侯。

### 深孚眾望
後來虎威將軍呂蒙病情嚴重，孫權問呂蒙：“假如你不能恢复，誰可以代替你呢？”呂蒙回答說：“朱然膽略、守業充足有餘，我認為他可以继任。”呂蒙去世後，孫權節假朱然，并鎮守江陵。222年，劉備舉兵攻宜都，朱然率領五千人與陸遜一起力抵劉備。朱然另外進攻，破劉備前鋒，斷其後路，劉備於是敗走。拜為征北將軍，封永安侯。

### 堅防奮迅
223年，魏國派遣曹真、夏侯尚、張郃等進攻江陵，曹丕親自到宛城駐守，為其作援，連續圍著城池屯紮。孫權派孫盛率領一萬人在州上設防，建立圍塢，作為朱然外援。張郃渡河進攻孫盛，孫盛不能抵擋，即時退兵，張郃佔據州并進行圍守，朱然內外聯繫都斷絕。孫權派潘璋、楊粲等前往解圍，但仍無法解圍。當時，城中士兵多患有腫病，能戰鬥的約有五千人。曹真等堆起土山，挖掘地道，建立樓櫓，箭矢如雨下落入，城中將士都驚惶失色，但朱然安定而無懼意，并激勵吏士，趁敵軍閒隙時攻破兩屯軍營。魏國圍城攻打六個月，仍未退兵。江陵令姚泰領兵防備北門，見魏兵強盛，而城中人少，穀糧將盡，便跟魏軍勾通，作為內應。準備行動的時候，事情被發現，朱然治理刑殺姚泰。魏軍仍未能攻克江陵，惟有停下攻擊撤退。於是朱然名震敵國，改封為當陽侯。

### 明於見事
黃武六年（227年），孫權親自率軍攻石陽，直到大軍回師，潘璋斷後。在夜中發生錯亂，敵人追擊潘璋，潘璋不能抵擋。朱然隨即返還幫助抗敵，待前頭的船遠去後，才慢慢地啓程撤退。229年，拜為車騎將軍、右護軍，領兗州牧。不久，兗州在蜀吳分地中屬於蜀漢，遂解牧職。234年，孫權與蜀漢在約定時間進攻新城，朱然與全琮各受斧鉞，分別擔任左右督。不過吏士多患疾病，故未還沒有進攻就已經撤退。242年東吳征柤中魏將蒲忠、胡質各將數千人，蒲忠在險隘據守攔截，打算斷朱然後路，胡質後繼蒲忠作援助。當時朱然率領兵將四處進攻，聽聞敵軍後來不及收兵整合，於是將帳下的八百兵士逆襲。蒲忠作戰不利，胡質都撤退。
赤烏元年（238年），弄政大臣呂壹遭處死。先前，朱然同諸葛瑾、步騭、呂岱以自己為武官，未有干涉呂壹一事，呂壹死後，孫權派遣中書郎袁禮斥責四人，指自己與四人恩猶骨肉，榮福喜戚，相與共之，自己政治上出錯，理應上奏勸告，不應置身事外。
246年，東吳再征柤中，魏將李興等人聽聞朱然深入，率步騎六千斷朱然後路，朱然夜晚逆襲魏軍，大軍最後獲勝。先前，降將馬茂心懷奸計，發現後被處死，孫權非常忿然。朱然在出征前上疏：“馬茂小人，敢辜負恩養，臣今奉天威，今日之事能定攻克捷道，欲能有所擒獲，震耀遠近，方舟塞滿江河，使足下都可觀望到，以解上下之忿。望陛下知道微臣先前所說之言，日後再責臣的事效。”孫權收到朱然的上表沒有公開，當收到朱然的捷報後，群臣上朝慶賀，孫權於是舉酒作樂，拿出朱然的上表說道：“此卿家戰前上表，孤以為他難以必成。如今果然如他所說，可謂明于見事。”遂遣使拜朱然為左大司馬、右軍師、官至大都督。

### 遺思坐憶
諸葛瑾之子諸葛融、及步騭之子步協，雖各襲其父之任，但孫權特意再次讓朱然為大督。陸遜死後，功臣名将健在者只有朱然，没有人能及。病臥了兩年，病情日重，孙权每天擔心得進食少，夜則難眠，派使送醫藥、口食之物給朱然，都會在道相望送行。朱然每派使表疾病消息給孫權知，孫權都會親自召見，親問病訊，入則賜予酒食，出則送給布帛。創業功臣患病，孫權关心呂蒙和凌統最重，朱然次之。
赤烏十一年（248年），抱病地在江陵建起要塞。次年三月逝世，享年六十八歲，孫權穿素服舉喪，為其悲痛。

## 特徵
朱然身長不足七尺（161cm），其終日都以恭敬的態度生活，不過他經常在戰場上遇到急況能夠大膽鎮定去應對狀況。在沒有戰事發生的時候，每天早晚都嚴厲地擊鼓，在軍營的士兵都會身穿裝備列隊，以此舉動迷惑敵軍，令對方不知什麽時候應該防備，所以朱然多次出兵都獲得戰功。

## 軼事
朱然為養父朱治治喪之後，上表希望將自己改回施姓，但孫權不允許。孫權死後五鳳年間（254年-256年），兒子朱績才復歸施姓。

## 家庭

### 先祖
據唐韓愈的《施先生墓銘》記載，祖先為東漢太尉施延。

### 父母
- 朱治，本為朱然之舅，後成為養父。為東吳孫家三代元勳。
- 施氏，朱然生父。
- 朱氏，朱然生母，為朱治之姊。

### 兄弟
- 朱才，朱然二弟。繼承朱治之爵，官至偏將軍。
- 朱紀，朱然三弟。娶了孫策之女，官至校尉。
- 朱緯，朱然四弟。數歲早夭。
- 朱萬，朱然五弟。數歲早夭。

### 子
- 施績，朱然之子。為東吳的重要將領，官至上大將軍、都護督。

## 評價
- 陈寿《三國志》評曰：「朱治、呂範以舊臣任用，朱然、朱桓以勇烈著聞，呂據、朱異、施績咸有將領之才，克紹堂構。若範、桓之越隘，得以吉終，至於據、異無此之尤而反罹殃者，所遇之時殊也。」「内行修洁，其所文采，惟施军器，余皆质素。终日钦钦，常在战场，临急胆定，尤过绝人，虽世无事，每朝夕严鼓，兵在营者，咸行装就队，以此玩敌，使不知所备，故出辄有功。」「自创业功臣疾病，权意之所锺，吕蒙、凌统最重，朱然其次矣。」

- 呂蒙：「朱然膽守有餘，愚以為可任。」

- 孫權：「此家前初有表，孤以為難必，今果如其言，可謂明於見事也。」

- 卫臻：「然，吴之骁将，必下从权且为势以缀征南耳。」

- 孙登：「诸葛瑾、步骘、朱然、全琮、朱据、吕岱、吾粲、阚泽、严畯、张承、孙怡忠于为国，通达治体。」

- 傅玄：「有吕范、朱然以为爪牙。」

- 陆机：「甘宁、凌统、程普、贺齐、朱桓、朱然之徒奋其威。」

- 章如愚：「如程普、黄盖、甘宁、徐盛、潘璋、朱然、朱桓、贺齐、凌统、全琮、吕范，皆智足以御众，勇足以却敌，未有不为守令之职者。」

- 朱熹：「古之名将能立功名者，皆是谨重周密，乃能有成。如吴汉、朱然终日钦钦，常如对陈。须学这样底，方可。」

- 郝经：「朱治、吕范以勋旧重，朱然、朱桓以胆勇称，皆隐然敌国有古大将之风。」「天分鼎裂，鸷搏狼抗。成霸安疆，式资良将。形势深阻，江山沉雄。势常北向，以守为攻。舟楫是利，武骑无用。矫矫诸臣，功崇信重。」

- 邓廷罗：「司马懿挑朱然，吴班挑陆逊，皆不得行其计，岂非将之有能有不能哉？」

## 艺术形象

### 三國演義
在羅貫中的創作中，朱然於夷陵之戰陣亡；當時朱然追擊劉備，卻被趙雲所殺，朱然無法在江陵之戰中登場，其抗击魏军的情节被转移给陆逊。但實際上，朱然不但在夷陵之戰中截斷了劉備的後路，更沒有被趙雲所殺。也因為本小說的關係造成許多人對朱然的死亡時間產生混淆。

### 動漫遊戲
- 真三國無雙系列/無雙OROCHI系列（光榮公司開發，柿原徹也配音）
- 《蒼天航路》（王欣太）

### 影视形象
- 2010年电视剧《三国》：朱磊饰演朱然
- 2017年电视剧《军师联盟》：惠军平饰演朱然

## 朱然墓

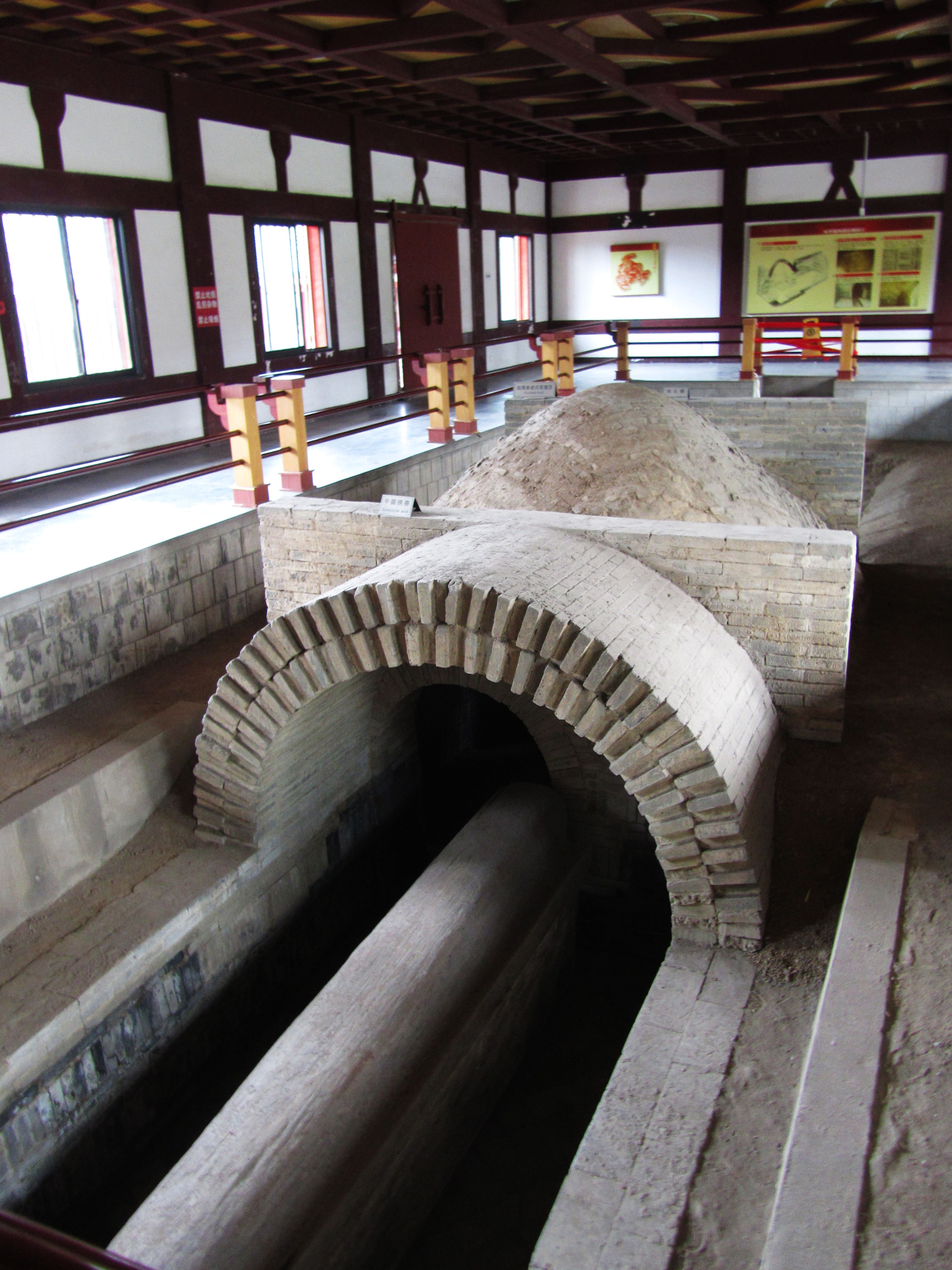
朱然墓墓室，2012年5月

1984年6月，考古學家於安徽马鞍山市雨山乡發現了朱然墓。墓穴为双室砖墓，全长8.7米。墓砖上模印「富且贵，至万世」等篆書吉语及钱文。该墓虽曾被人盗，但仍能挖掘出140余件葬品，绝大部分为漆木器。其中有「宫闱宴乐图」漆案、「百里奚会故妻」图、「伯榆悲亲图」漆盘等珍品。也在當中發现「蜀郡乍牢」漆器铭文，可以推测刑漆器产地。更加於墓中挖掘到一片刻有主人的頭銜、字號等的木刺，將中國「名片」史推前了一千多年。 
至今发掘出的吴墓中，朱然墓的墓主身份最高、墓葬规模最大、时间最早，对研究东吴的埋葬制度及歷史文化甚有益處。於1986年朱然墓被列为省级重点文物保护单位，而朱然墓所在的街道，也被改名為「朱然路」。

## 延伸阅读
[在维基数据编辑]
 《三國志·卷56》，出自陳壽《三國志》
 在维基共享资源阅览影像